# Народна скупштина Краљевине Југославије
Народна скупштина Краљевине Југославије је била доњи дом Народног представништва Краљевине Југославије. Горњи дом је био Сенат.

## Историја
Народна скупштина и Сенат су свој рад отпочели након доношења Септембарског устава 1931. а престали рад доношењем Споразума Цветковић—Мачек 26. августа 1939.
Наследила је Народну скупштину Краљевине Срба, Хрвата и Словенаца коју је краљ Александар I Карађорђевић распустио доношењем Закона о краљевској власти и врховној државној управи 6. јануара 1929, раздобље између 1929. и 1931. у којем није постојао парламент је познат под називом Шестојануарска диктатура.

## Састав
Народну скупштину су састављали народни посланици које је народ слободно бирао општим, једнаким и непосредним гласањем. Народна скупштина се бирала на четири године. Мандат народног посланика је могао престати и раније у случајевима које је предвиђао изборни закон. Сваки народни посланик је представљао цео народ.
Народна скупштина се сазивала краљевим указом у престоници Београду у редован сазив сваке године двадесетог октобра. Сама је прегледала пуномоћства својих чланова и одлучивала о њима. Бирала је за сваки сазив из своје средине своје часништво (председништво).
Бирачко право је имао сваки држављанин по рођењу или прирођењу, ако је навршио двадесет и једну годину старости. Активни официри, подофицири и војници под заставом нису могли вршити бирачко право нити бити бирани. О женском праву гласа је решавао закон. Бирачко право би привремено губили: који су осуђени на робију (тамницу) или затвор дужи од годину дана док се не би повратили у права, који су осуђени на губитак часних права за време док траје та казна, који су под стециштем, који су под старатељством и који су пресудом изгубили бирачко право због изборних кривица. За народног посланика је могао бити изабран само онај који има бирачко право, без обзира је ли уведен у бирачки списак. Од сваког су се посланика тражили ови услови: да је држављанин по рођењу или прирођењу Краљевине Југославије, да је навршио 30 година старости и да говори и пише народним језиком. Губитак бирачког права би значио губитак мандата народног посланика. Народни посланици нису могли бити у исто време државни лиферанти или државни предузимачи. Активни државни чиновници нису се могли кандидовати за народне посланике. Полицијски, финансијски и шумарски чиновници, као и чиновници аграрне реформе, нису се могли кандидовати осим ако су то престали бити годину дана пре расписа избора. Министри, активни и на располагању, могли су се кандидовати.
Народни посланик није одговарао за глас који је дао као члан Народне скупштине. За све изјаве и поступке при вршењу мандата, било у седницама Народне скупштине или у одборима или у особитом изасланству или у особитој дужности, посланици су одговарали Народној скупштини по одредбама пословника. За оне изјаве и поступке које су садржавале кривично дело народни посланик је одговарао и пред редовним судовима ако би Народна скупштина дала за то одобрење. Но за увреде, клевете или злочине народни посланик је одговарао пред редовним судовима и без претходног одобрења Народне скупштине.

## Делокруг
Законске предлоге су подносили, по овлашћењу краљевом, поједини министри. Право подношења законских предлога је припадало сваком члану Народног представништва чији би предлог писмено помогла најмање једна петина чланова Сената односно Народне скупштине.
Краљ је закључивао уговоре са страним државама, али је за потврду тих уговора било потребно претходно одобрење Народног представништва. За потврду чисто политичких споразума није било потребно претходно одобрење Народног представништва. За уговор да туђа војска поседне земљиште Краљевине или да пређе преко њега било је потребно одобрење Народног представништва. Народно представништво је могло, кад би изискивала државна потреба, одлуком унапред овластити Министарски савет да изда мере за неодложну примену предложеног уговора. Државна територија се није могла отуђити или разменити без одобрења Народног представништва.
Народна скупштина је могла пуноважно решавати ако је на седници била присутна једна трећина свих посланика. За пуноважно решење била је потребна већина гласова присутних. У случају равне поделе гласова предлог, о коме је гласано, сматрао би се да је усвојен. О сваком законском предлогу морало се гласати два пута у истом сазиву пре него што би се коначно усвојио. Законски предлог који би Народна скупштина усвојила слао би се Сенату на рад и обрнуто. Ако је законски предлог усвојен у целини и од Народне скупштине и од Сената сматрало се да је Народно представништво предлог примило. Ако би биле учињене какве измене или допуне од Сената односно од Народне скупштине, онда би се законски предлог враћао Народној скупштини односно Сенату на решавање. Када би се ове измене и допуне примиле од Народне скупштине односно Сената, сматрало се да је Народно представништво предлог примило. У случају да се Сенат и Народна скупштина у пријему једног законског предлога у целини или у појединостима не би сагласили, сматрало се да је предлог одбачен и у истом сазиву се о њему није могло више поново решавати. Ако би се случај поновио и у идућем сазиву, о томе законском предлогу би одлучивао краљ.
Народној скупштини је припадало искључиво право да у својој средини одржава ред преко свог председника. Никаква оружана сила се није могла поставити у згради нити у њеном дворишту без одобрења председника. Нико оружан није смео ући у зграду Народне скупштине, осим лица која су по пропису носила оружја и која су се налазила на служби код Народне скупштине. У Народној скупштини су имали право да говоре само њени чланови, чланови Владе и владини повереници за то краљевим указом одређени.